# Castanospermin
Castanospermin ist ein giftiges Alkaloid aus der Gruppe der Polyhydroxy-Alkaloide. Es bildet große weiße kubische Kristalle.

## Vorkommen

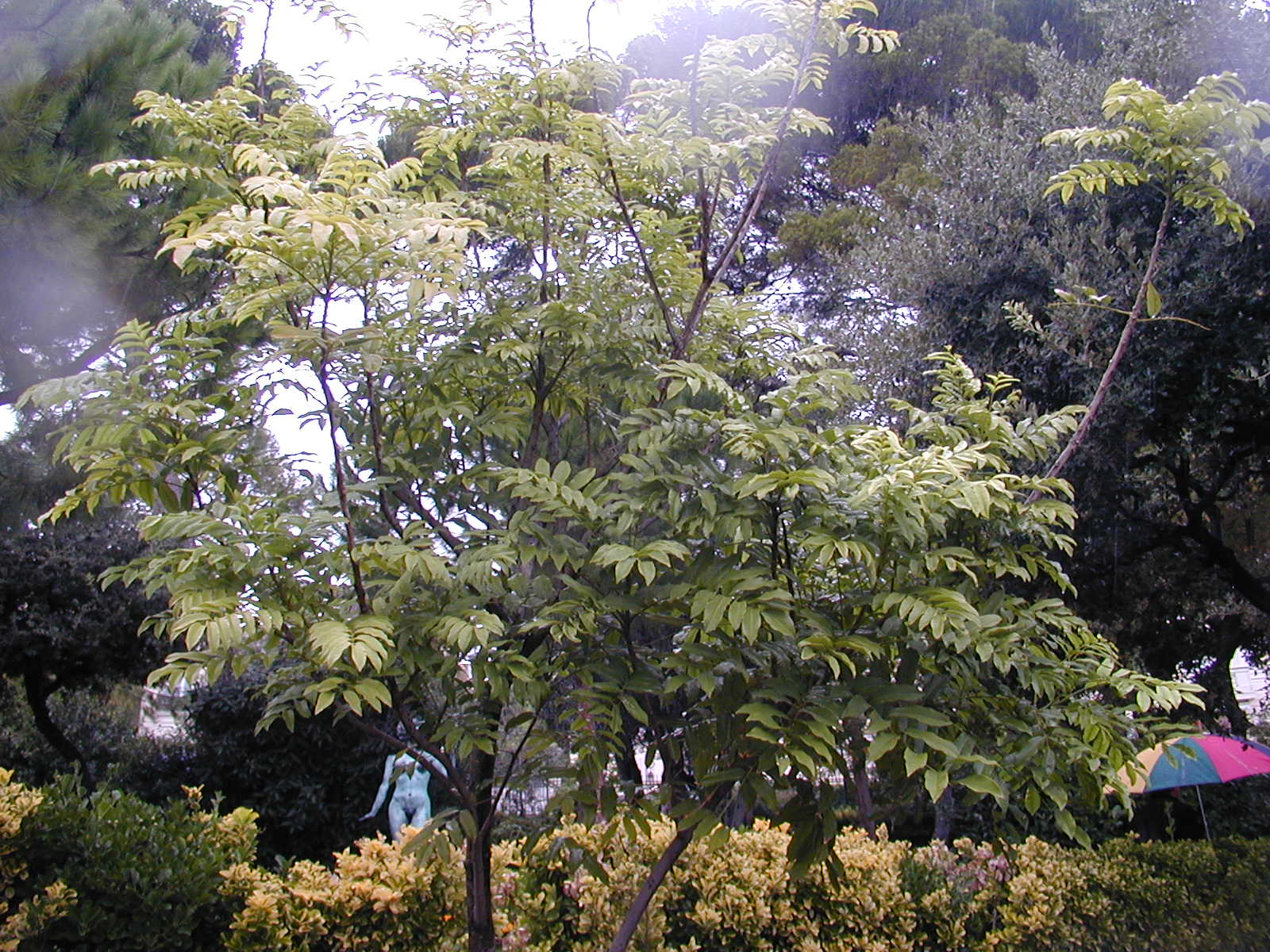
Australischer Leguminosenbaum

Castanospermin kommt in den Samen des australischen Leguminosenbaums Castanospermum australe vor, aus denen es auch gewonnen werden kann.

## Eigenschaften
Castanospermin inhibiert α- und β-Glucosidasen, wirkt jedoch nicht so spezifisch wie das strukturell verwandte Swainsonin. Außerdem verursacht Castanospermin Akkumulation von hochmannosylierten Glycoproteinen, wie beispielsweise bei Concanavalin A.
Castanospermin wirkt gegen AIDS-Viren. Es verändert die Oberflächen-Glycoproteine des HI-Virus (Glycoprotein-Processing) so, dass sich das Virus nicht mehr an die Wirtszellen (T4-Lymphocyten) anlagern oder reproduzieren kann. Des Weiteren besitzt Castanospermin Aktivität gegen Krebszellen und Herpesviren. Als ein Prodrug des Castanospermins wurde das Celgosivir (6-O-Butyrylcastanospermin) klinisch für die Therapie von Infektionen mit dem Hepatitis-C-Virus (HCV) und dem Dengue-Virus untersucht.